# 1280年代
| 千纪： | 2千纪                                                                                            |
| 世纪： | 12世纪 \| 13世纪 \| 14世纪                                                                       |
| 年代： | 1250年代 \| 1260年代 \| 1270年代 \| 1280年代 \| 1290年代 \| 1300年代 \| 1310年代                 |
| 年份： | 1280年 \| 1281年 \| 1282年 \| 1283年 \| 1284年 \| 1285年 \| 1286年 \| 1287年 \| 1288年 \| 1289年 |

## 大事记
- 1281年，元朝向東入侵日本，弘安之役。
- 1284年—1288年，第二次元越战争。
- 1287年，乃颜之乱。
- 1289年，元朝南征缅甸。

## 出生
- 1281年，元武宗，元朝第三任皇帝。
- 1281年，奧爾汗一世，鄂圖曼帝國第二任貝伊。

## 逝世
- 1282年，文天祥，抗元人物之一。
- 1282年，阿合马，元世祖忽必烈時的近臣之一。
- 1285年，卢世荣，元朝中書省官員。